# 里尔大区和省政府

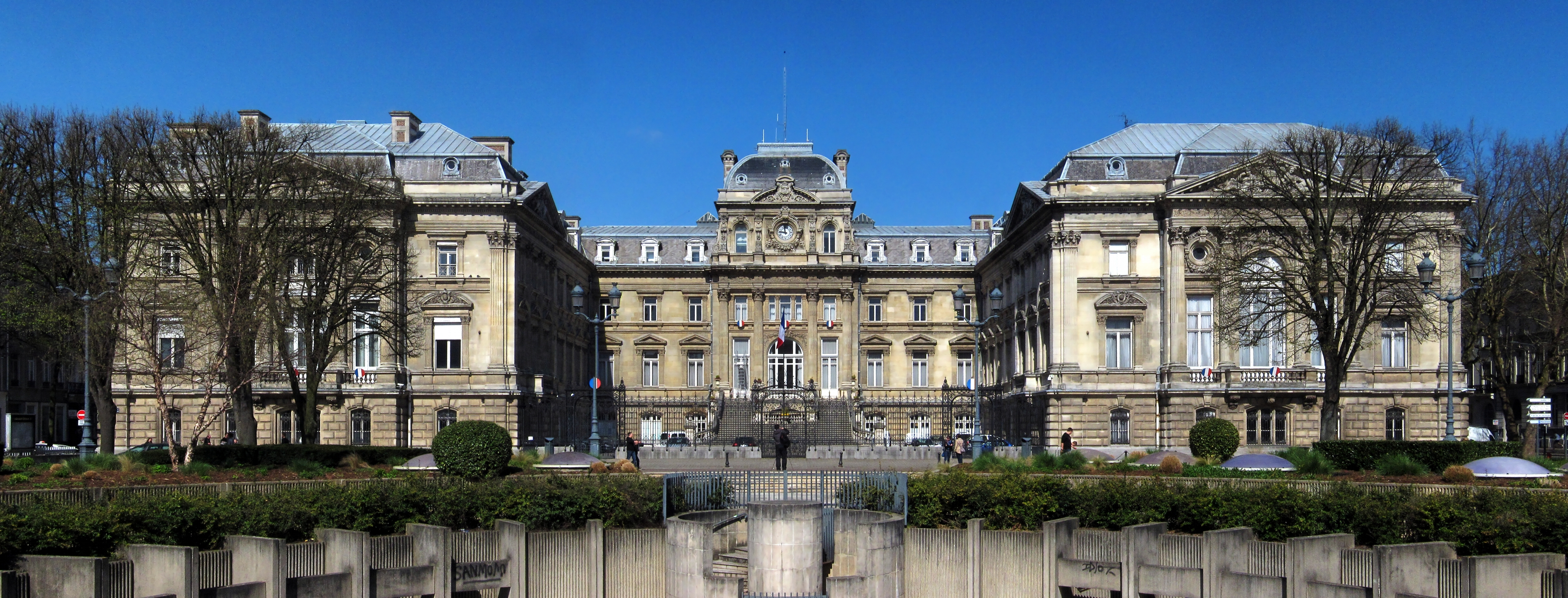

里尔大区政府（préfecture de Lille）是法国北-加來-皮卡第大区的大区政府和北部省的省政府所在地，位于里尔。面对里尔美术宫。

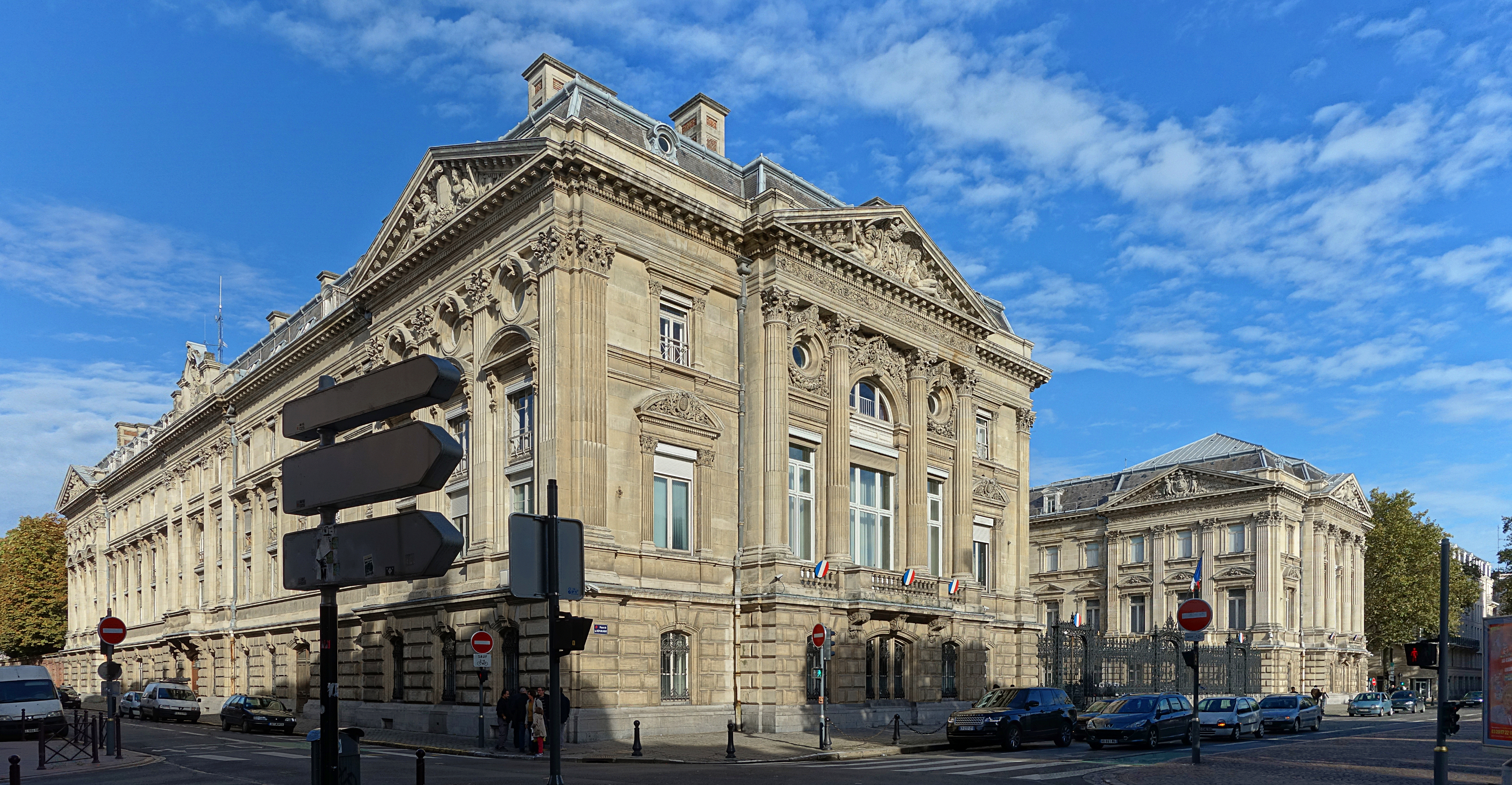

该建筑建于1865年到1905年。